# 中華民國南京國民政府時期河南省職官列表
本條目列出中華民國南京國民政府時期（1927年－1949年）河南省政府主要軍政、民政職官。

## 職官列表

### 省政府主席、委員
第一屆（1927年6月～1928年7月）
主席馮玉祥，委員馮玉祥、鹿鐘麟、薛篤弼、劉治洲、凌冰、戴修瓚、靳雲鶚、孫岳、劉鎮華、梁壽愷、方振武。民國17年（1928年）1月，省政府委員會改組，原任委員除劉振華、孫岳、方振武、梁壽愷4人連任外，餘皆解任。改組後新增的委員為：鄧哲熙、魏宗晉、江恆源、龐炳勳。
第二屆（1928年12月～1930年4月）
主席韓復榘，委員趙守鈺、何其慎、韓多峰、張鈁、鄧哲熙、俞正舜、鄧萃英、吳新田、馬鴻逵、石友三、李樹春。民國18年（1929年）7月8日進行改組，原任委員除趙守鈺、何其慎、韓多峰、張鈁4人連任外，餘皆解任。改組後新增加的委員為王向榮、張鴻烈、宋則久、張靜愚、李敬齋、楊炯、袁華選。
第三屆（1930年3～10月）
主席萬選才（1930.4.4到任）、李純如（1930.5.26代理），委員李純如、楚緯經、易樹植。
第四屆（1930年10月～1935年12月）
主席劉峙，委員張鈁、萬舞、張裴然、李敬齋、劉茂恩、劉耀揚（1930.10～1934.6）、劉積學（1930.10～1932.7）、齊真如（1932.8到任）、張靜愚（1932.8到任）、李文浩（1932.11到任）、李培基（1933.6到任）、常志箴（1934.6任）、張廣輿（1934.8到任）、尹任先（1934.10到任）、方其道（1934.11到任）、方策（1935.10到任）。
第五屆（1936年1月～1938年2月）
主席商震，委員李培基、尹任先、張靜愚、方策、陳訪先、呂咸、齊真如、常志箴、魯蕩平（1936.7到任）、郭仲隗（1936.7行政院任命）、何浩若（1937.2到任）。
第六屆（1938年2月～1939年9月）
主席程潛，委員李培基、方策、齊真如、黨志箴、龔浩、潘培敏、羅震（1938.12到任）、曹仲植（1939.5到任）。
第七屆（1939年10月～1942年1月）
主席衛立煌，委員方策、李鳴鐘、蔣炎、魯蕩平、曹仲植、齊真如、羅震、張廣輿（1939.11到任）、田鎮南（1940.8.10任）、溫廣漢（1940.8.10任）、王幼僑（1940.8.10任）、楊仲明（1940.8.10任）、彭若剛（1941.4月到任）、張純明（1941.5到任）。
第八屆（1942年1月～1944年7月）
主席李培基，委員方策、李鳴鐘、田鎮南、彭若剛、王幼僑、張廣輿、魯蕩平、張純明、宋垣忠、羅震、李竟容（1942.2到任）、齊真如（1942.3到任）、徐楊（1943上半年在任）。
第九屆（1944年7月～1948年8月）
主席劉茂恩，委員張辛南、齊真如、王幼僑、李鳴鐘、宋濤、張軫、宋垣忠（1947.9免）、楊一峰、王撫洲、湯子珍、王公度、高應篤、孟昭瓚（1945.5到任）、馬凌甫（1946.4到任）、宋彤（1946.5.14到任）、王傳曾（1947.9任）。
第十屆（1948年8月～1949年5月）
主席張軫，委員高應篤、宋彤、齊真如、張廣輿、張儐生、王傳曾（1948.9.16免）、宋英仇（1948.8.26任）、朱濟（1948.9.16任）、鄧祥雲（1948.9.16任）、何佛情（1948.9.23任）、趙子立（1948.9.30任）、丁叔恆（1948.12.16任）、范效純（1949.1.6任）
第十一屆（1949年5～11月）
主席趙子立，委員（略）。

### 直屬機構
秘書長
張嗣堪（1929.6到）、王承曾（1928.3任）、潘萊峰（1928.12任）、張嗣堪（1929.6到）、沈士遠（1929.7任）、張紹棠（1929.7任）、萬自逸（1930.4在任）、易樹植（1930.4.28暫代）、龐文中（1930.6.16在任）、魏錫庚（1930.10.6任）、張廷休（1930.11.25任）、方其道（1932.12.31任）、劉燧昌（1936.2.17任）、靳志（1937暫代）、潘培敏（1938.8.20任）、蔣炎（1939.9任）、李漢珍（1940.10.9任）、馬國琳（1942.7.27任）、齊真如（1944.7.22兼）、馬凌甫（1946.4.21到）、丁家光（1949初任）。
民政廳廳長
鹿鐘麟（1927.6任）、薛篤弼（1928.2.9任）、鄧哲熙（1928.3.12任）、祝鴻元（1929.6.1任）、李樹椿（1929.8任）、萬選才（1930.4.15兼任）、楚緯經（1930.5任）、易樹植（1930.8.13任）、李純如（1930.9.6兼任）、張鈁（1930.10.20到任）、李敬齋（1932.5.28任）、李培基（1933.5任）、劉峙（1935.7兼任）、方策（1935.10到）、李培基（1936.1任）、方策（1938.2.2任）、楊一峰（1944.7任）、張辛南（1946.4.4任）、高應篤（1948.8.26任）、何佛情（1948.9.23任）、范效純（1949.1.6任）、何佛情（1949.5任）。
財政廳廳長
薛篤弼（1927.6到）、魏宗晉（1928.1任）、郭景岱（1928年初暫代）、薛篤弼（1928.5.7任）、傅正舜（1928.10任）、陳瑾訓（1929.6.1代）、楊炯（1929.8任）、王向榮（1929.12.6任）、張成倬（1930.3到任）、梁文淵（1930.4.9任）、張淇（1930.8.28任）、萬舞（1930.10.20到任）、李文浩（1932.11到任）、尹任先（1934.10到任）、何浩若（1937.2任）、曹仲植（1939.5.1到任）、彭若剛（1941.3.22任）、王撫洲（1944.8任）、孟照瓚（1945.3.19任）、王傳曾（1948.8.26任）、朱濟（1948.9.16任）。
教育廳廳長
凌冰（1927.6到任）、張鴻烈（1927.8到任）、江恆源（1928.2.9任）、查良釗（1928.5.7任）、凌冰（1928.1任）、鄧萃英（1928.8任）、張鴻烈（1929.3任）、李敬齋（1929.6到任）、黃際遇（1929.12.31任）、李敬齋（1930.2任）、林襄（1930.5.4暫代）、王壽芝（1930.7初暫代）、丁肇青（1930.8任）、李敬齋（1930.11任）、何佛情（1931.1.29暫代）、齊真如（1932.1任）、李敬齋（1935.6到）、陳訪先（1936.1到任）、魯蕩平（1936.6.25任）、王公度（1944.8任）、張儐生（1948.9.2任）、蔣堅忍（1949.2.21任）、陳成（1949.4.5免）、盧鑄（1949.4.5任）、宣鐵吾（1949.4.14免）、王惟英（1949.5.5任）、王文貴（1949.5.14任）。
建設廳廳長
劉治州（1927.6.13任）、劉鎮華（1928.2.9任）、張鈁（1928.7.20任）、凌濤（1929.10到任）、張裴然（1930.10.20到任）、張靜愚（1932.8到任）、龔浩（1938.2.2任）、張廣輿（1939.9.20任）、湯子珍（1944.7.22任）、楊覺天（1944.10.9任）、宋彤（1946.4.2任）、鄧祥雲（1948.9.16任）、陳成（1949.2.21任）、盧鑄（1949.4.5任）。
工商廳廳長
宋則久（1929.3.25～7.8）。
糧政局局長
汪培實（1940.12到任）、盧郁文（1942.1.30任）、李杏村（1943.12到任）。
田糧處處長
王撫洲（1944.8到任）、朱濟（1945.3.9到任）、于鎮洲（1946.11.16到）、田孟嘉（1947.7.4免任）、孟昭瓚（1947.7.4兼代）、楊培華（1947.12.31任）、徐鑒泉（1948.10任）。
保安處處長
劉耀楊（1930.11任）、劉峙（1932.12.8兼）、馮劍飛（1933.3.21任）、彭進之（1935.7.10任）、潘佑強（1938.3.4任）、羅震（1939.1.14任）、李元凱（1944.2.11任）、于起光（1945.3.7任）、張文清。
地政局局長
李培基（1936.12.29兼）、盧郁文（1943.12.11任）、樊作民（1946.6.1恢復成立時任）、帖毓岐（1946.11.15派）、杜光遠（1948.3.4任）。
社會處處長
李鴻音（1945.11.7到）、王光臨（1948.2.1到）。
合管處長長
馮紫崗（1940.1.16任）、劉童博（1943.6任）、李鴻音（1944.11任）、田孟嘉（1945.11.7派）、孟昭杜（1948.2.8派）。
會計處處長
裴存藩（1942.1任）、徐歇（1942.6.16到任）、吉恭甫（1944.11.25任）。
統計處統計長
李慕賓（1943.8任）、高興舟（1945.10到任）、任叔丹（1948.1.3到任）。

### 省政府辦事處、行署主任
豫北辦事處主任
王幼僑（1947.2.21到任）、李振清（1947.12.28兼任）。
豫東辦事處、行署主任
齊真如（1939.5.1到任）、趙子立（1948.12.28任）。
豫西辦事處主任
劉希程（1949.1.11到任）。
豫東南（新蔡）行署主任
張軫（1944.12派，1946.12撤）。
豫南行署主任
張軫（1948.12.28派）。

### 行政長、行政督察專員
豫東一區行政長
徐維烈（1927.12.17到任）、蕭楚才（1928.1.24任）、沙明遠（1928.4.24任）。
豫東二區行政長
賈德潤（1928.19任）、徐維烈（1928.4.24任）。
豫東三區行政長
賈德潤（1928.4.24任）。
豫中一區行政長
任佑民（1928.4.24任）。
豫中二區行政長
陳際翔（1928.4.24任）。
豫西一區行政長
江恆源（1927.12到任）、王玉堂（1928.4.24任）。
豫西二區行政長
李向寅（1928.4.24任）、程雲蓬（1928.6.4任）。
豫西三區行政長
朱伯珍（1928.4.24任）。
豫北一區行政長
柴春霖（1927.12在任）、王玉堂（1928.5.18任）。
豫北二區行政長
劉振遠（1928.1.19任）、屈映光（1928.5.18任）、李團沙（1928.6.4任）。
豫北三區行政長
葛金章（1928.4.24到任）。
豫南一區行政長
何其鞏（1927.6任）、蕭楚材（1928.3.11任）、賈德潤（1928.5任）、楊金慶（1928.6.8任）。
豫南二區行政長
周堯坤（1928.4.24任）。
豫南三區行政長
楊金慶（1928.4.24任）。
魯西區行政長
張吉墉（1928.1初到任）、范慶喜（1928.1.19到任）。
直南區行政長
李國鈞（1928.1.19任）。
第一行政督察區行政督察專員
孟廣澎（1932.11.26到任）、阮藩儕（1933.8.25到任）、羅震（1937.8.20到任）、楊一峰（1938.12到任）、王光臨（1942.7.1到任）、高晴侖（1948.2.22委代）、趙質宸（1949.5被俘）。
第二行政督察區行政督察專員
陳士凱（1932.11.26到任）、朱玖瑩（1933.12.5到任）、吳蔭棠（1934到任）、朱玖瑩（1936.6.19任）、阮藩儕（1937.8.20到任）、李正韜（1938.7.22任）、宋克賓（1938.8.27任）、王瘦吾（1939.2.4任）、辛少亭（1941.7.2任）、時同然（1944.10.21任）、朱紀章（1945.8.23到任）、介景和（1947.9.1到任）、薛凌雲（1948.5到任）。
第三行政督察區行政督察專員
方策（1932.10任）、王澤民（1935.9.26到任）、程起陸（1936.9.2任）、郭仲隗（1938.2到任）、吳明浚（1938.2.27任）、張儐生（1939.11.26代）、趙質宸（1943.9.9任）、趙芝庭（1947.3.18任）、趙質宸（1947.8.8代）。
第四行政督察區行政督察專員
胡毓威（1932.10任）、唐肯（1933.8.2任）、王尹西（1936.6.19任）、吳明浚（1938.4.1到任）、郭仲隗（1938.5.6任）、潘善齋（1939.1.23任）、林蔭根（1941.12.10到任）、閻延俊（1946.6.12到任）、張敬忠（1943.7.14派代）、張從虞（1948.10.19到任）。
第五行政督察區行政督察專員
賀學海（1932.12.16到任）、徐亞屏（1933.1到任）、李芳池（1938.1.14任）、胡伯翰（1938.9.9任）、謝隨安（1939.5.30任）、朱國衡（1941.9.8任）、王桓武（1942.12暫代）、楊保東（1943.1.15到任）、吳協唐（1944.10任）、范任（1946.2.4到任）、吳協唐（1947在任）、范任（1948.2.8派）、汪憲（1948.5到任）。
第六行政督察區行政督察專員
毛龍章（1932.10.12到任）、王幼僑（1933.6.17到任）、羅震（1934.5.22到任）、朱玖瑩（1937.8.21到任）、鮑庚（1940.4.13任）、王桓武（1943.2.13任）、褚懷理（1944.3.2到任）。
第七行政督察區行政督察專員
甄紀印（1932.11.25到任）、王松生（1935.1暫代）、王澤民（1935.3.1到任）、黃勉（1936.6.19任）、劉莪青（1938.3.17任）、劉基炎（1938.11.19任）、劉錫五（1940.5.26派）、郭馨坡（1943.11.17派，代）、朱國衡（1943.12.3任）、田鎮洲（1945.2.19任）、張振江（1947.6到任）、王慈博（1947.9.26派）、郭馨波（1948.8到任）。
第八行政督察區行政督察專員
陳伯嘉（1932.10.16到任）、富維驥（1935.10.31到任）、陳伯嘉（1936.12.23到任）、張振江（1938.3.19任）、梅達夫（1942.10.28任）、謝肖良（1944.12.24任）、劉炎光（1947在任）、阮勳（1948.6在任）。
第九行政督察區行政督察專員
徐亞屏（1932.10.18到任）、陳繼承（1932.12.15到任）、郭景岱（1933.5.19到任）、梁冠英（1934.6.28任）、賈永年（1934.7到任）、韓俊傑（1934.11.16到任）、晏勳甫（1935.10.24任）、徐聲鈺（1937.10.29到任）、方策（1937.12.11到任）、徐亞屏（1938.1到任）、張任民（1938.3.17任）、喬尚倫（1938.7.16到任）、劉基炎（1938.8.15任）、沈光武（1938.10.15任）、梅達夫（1939.2.4任）、張振江（1942.10.28任）、劉萬斯（1946.10.14到任）、謝友萍（1948.9在任）、趙旨遠（1948.12.4派）。
第十行政督察區行政督察專員
王欽甫（1932.10.12到任）、盛士恆（1935.4.22到任）、王澤民（1936.9.2任）、李杏村（1937.8任）、李峰（1944.5.20派）、楊天民（1944.9.10到任）、王和璞（1945.8派）、劉煥東（1947.8.11到任）、張玉珽（1948.3到任）、黃汝璋（1948.4.27暫代）、秦霆宇（1948.5.17任）。
第十一行政督察區行政督察專員
汪琦（1932.11.25到任）、呂咸（1933.4.29到任）、李炳榮（1933.5.23到任）、歐陽珍（1933.8.1到任）、劉錫武（1940.5.26派，代）、李杏村（1944到任）、李群峨（1945.5.18派）、秦霆宇（1947.10到任）。
第十二行政督察區行政督察專員
韋孝儒（1938.11.19任）、薛廣漢（1942.5.5到任）、楊根深（1942.12.28到任）、崔友韓（1943.9.8到任）、閻慎予（1945.1到任）、胡長怡（1945.9到任）、王冠吾（1947.2.1到任）。
第十三行政督察區行政督察專員
龔柏齡（1938.11.28任）、武旭如（1939.10.30任）、朱國衡（1941任未到任）、杜淑（1941.9.1到任）。